# 大西洋星章
大西洋星章，属于英国战役奖章，用于表彰第二次世界大戰期間（1939年9月3日英國對德國宣戰－1945年5月8日德國正式簽署降書）在大西洋和英国领海服役的优秀官兵，经国王乔治六世批准于1945年设立。在获得大西洋之星奖章之前，获奖者必须满足1939-1945之星奖章的授予标准并且在此基础上，持续在指定地区服役滿60天。

## 詳細介绍
奖章的外形与1939-1945年奖章相似，只是在外侧圆的下部，刻有「The Atlantic Star」,中文意思为「大西洋之星」。奖章的背面没有文字。整个章体高44mm，宽38mm。
奖章的上方由一个小铜环相连，穿过它的绶带有三种颜色。从左向右分别是渐变的蓝色、白色和绿色。其中，绿色代表北大西洋。绶带由国王乔治六世亲自设计。

## 授予条件

### 陆军
大西洋星章的设立是为了纪念在1939年9月3日和1945年5月8日之间在大西洋战役服役的官兵。本奖章的主要授予对像是运输船队以及护送船队队军舰上服役的官兵和反潜部队。除此以外，在单独航行的商船上服役的官兵也有资格获得大西洋之星奖章。

### 空军
- 在空军服役的人员获得奖章的资格是4个月（120天），在2中所列的地区服役的人员获得奖章的条件缩减为60天。在服役的时间内，获奖者必须有至少一次执行任务的经历。如果官兵没有资格获得1939-1945之星奖章，他将不会被授予大西洋之星奖章。所以获奖者须满足一下的任意一个条件。a获奖者在空军服役60天得到1939-1945之星奖章，然后继续服役，然后才能获得大西洋之星奖章。b获奖者在任意地区服役180天得到1939-1945之星奖章，然后在空军继续服役，然后才能获得大西洋之星奖章。
- 如果士兵在加入空军之前，曾在其他地区服役时间超过4个月（但少于180天），那么他必须先服满180天来获得1939-1945之星奖章，然后再服满大西洋之星奖章的授予标准。
- 如果士兵在加入空军之前，曾在其他地区服役时间超过6个月，那么超出1939-1945之星奖章的服役时间将不会被计入大西洋之星奖章要求的服役时间。
- 最后两个月：如果一位军人在战场的服役时间是1945年3月9日到1945年5月8日，并且没有再参加之后的战役，他可能被视为“参加了特殊地区的战役”而获得大西洋之星奖章。在这种情况下，1939-1945之星奖章可能不会被授予。

### 海军
- 在海上服役的人员获得奖章的资格是12个月（360天），在2中所列的地区服役的人员获得奖章的条件缩减为60天。如果官兵没有资格获得1939-1945之星奖章，他将不会被授予大西洋之星奖章。
- 对于那些已经有资格获得1939-1945之星奖章但没有服满大西洋之星奖章的士兵来说，他们必须在接下来的战役中服满剩下的天数才可以获得该奖章。
- 最后六个月：如果一位军人在战场的服役时间是1944年11月10日到1945年5月8日，并且没有再参加之后的战役，他可能被视为“参加了特殊地区的战役”而获得大西洋之星奖章。在这种情况下，1939-1945之星奖章可能不会被授予。

### 勳略
- 如果获奖者同时满足大西洋之星奖章、欧洲飞行队之星奖章和法德之星奖章的授予条件，或同时满足两种以上奖章的授予标准，他将只被授予他第一枚满足的二战之星奖章。获奖人第二枚满足的二战之星奖章的授予条件将被授予一枚勋条，不过，如果获奖人第三枚满足的二战之星奖章的授予条件，他将不会得到任何奖励。
- 获奖者在获得勋条的同时会被授予一枚镀银的玫瑰花形徽章。在官兵佩戴勋略时需要吧镀银的玫瑰花形徽章佩戴到所得奖章的勋略正中。